# Neverwinter Nights 2
Neverwinter Nights 2 là trò chơi điện tử thể loại nhập vai do Obsidian Entertainment phát triển và Atari phát hành cho hệ máy tính cá nhân. Đây là bản nối tiếp trò Neverwinter Nights phát triển dựa trên thế giới của trò chơi bút và viết nổi tiếng Dungeons & Dragons. Tác phẩm sử dụng phiên bản luật chơi 3.5 của Dungeons & Dragons với bối cảnh xung quanh thành phố Neverwinter Nights. Trò chơi đã phát hành vào ngày 31 tháng 10 năm 2006.
Cốt truyện xoay quanh cuộc phiêu lưu của nhân vật chính sau khi ngôi làng thanh bình của mình bị tấn công, được cử đi thông báo vụ việc đến thành phố Neverwinter Nights gần đó. Trong cuộc hành trình nhân vật chính đã gặp các nhân vật khác nhau và lập nên một nhóm để cuộc hành trình an toàn hơn. Khi đến thành phố và sau các sự kiện diễn ra sau đó thì nhân vật chính bắt đầu khám phá ra sự trỗi dậy của một thế lực cổ xưa vốn từng thống trị toàn bộ khu vực rộng lớn bao gồm cả vương quốc mà mình đang sống, giết chóc tất cả mọi thứ để tăng sức mạnh của mình và quân đoàn thây ma, thế lực này trở thành mối đe dọa lớn cho sự tồn vong của ngôi làng và nhân vật chính quyết định phải ngăn chặn nó. Khi bắt đầu người chơi sẽ xây dựng nhân vật của mình như chủng tộc, sau đó là đến các hướng nhân vật như kiếm sĩ, pháp sư, cung thủ, phù thủy... Khi đã có bạn đồng hành việc trò chuyện, hành động đúng ý cũng như giúp đỡ những người bạn đồng hành này trong dự định riêng của họ sẽ làm cho họ gắn bó với nhân vật chính hơn hoặc ngược lại. Người chơi có thể nối mạng để chơi cùng nhau nếu họ kết nối ngay từ đầu câu truyện.
Trò chơi nhận được nhiều đánh giá tích cực. Hai phiên bản mở rộng cài thêm và một phiên bản độc lập đã được phát hành là Mask of the Betrayer (2007), Storm of Zehir (2008) và Mysteries of Westgate (2009).

## Phát triển
Việc thực hiện Neverwinter Nights 2 đã được công bố vào ngày 01 tháng 4 năm 2004 khi Atari lập danh sách các trò chơi đang được thực hiện. Trò chơi được chính thực công bố sau đó vào ngày 04 tháng 8 năm 2004. Obsidian Entertainment thực hiện phần phát triển và BioWare hỗ trợ và hướng dẫn. CEO tại BioWare, Ray Muzyka đã nói "Neverwinter Nights là một trong những tựa quan trọng nhất mà BioWare đã thực hiện. Chúng tôi có kế hoạch chắc chắn để tiếp tục tham gia phát triển và sản xuất Neverwinter Nights 2". Đội ngũ của Obsidian tham gia thực hiện bao gồm cả những thành viên đã tham gia thực hiện các trò chơi Planescape: Torment, dòng trò chơi Icewind Dale và dòng trò chơi Baldur's Gate. Marc Holmes đạo diễn nghệ thuật của Neverwinter Nights và Chris Avellone chỉ đạo đạo diễn Planescape: Torment và Star Wars: Knights of the Old Republic II cũng tham gia vào việc phát triển.
BioWare sử dụng lại bộ công cụ Aurora đã từng dùng cho Neverwinter Nights cho phần tiếp theo này. Một trong những quyết định sử dụng Aurora hơn là xây dựng một công cụ mới là do Obsidian muốn người chơi tiếp tục để có thể cảm nhận các chi tiết của trò chơi mà có thể không thể thực hiện được với một công cụ mới. BioWare đã giúp đỡ Obsidian các vấn đề kỹ thuật và Obsidian cũng có kế hoạch đại tu lại bộ công cụ Aurora. Các nhà thiết kế muốn cải thiện hình ảnh của trò chơi đầu tiên với những bổ sung như ánh sáng tốt hơn cùng các kết cấu việc đó yêu cầu thay đổi đáng kể công cụ. Công cụ được nâng cấp được gọi là Electron. Electron được thiết kế để kết hợp được DirectX và dự địn làm sao cho tương thích với hệ máy tiềm năng dự định phát hành sau đó là Xbox 360, nhưng Obsidian đã từ bỏ kế hoạch cho việc chuyển hệ vì lý do tài chính. Bộ công cụ đã được sử dụng để tạo ra các trò chơi cũng được chuyển đổi bao gồm một số bổ sung như giao diện tùy biến giao tiếp mới.
Obsidian đã tập hợp cảm hứng từ các trò chơi nhập vai cũ để lấy ra cốt truyện và lối chơi tốt nhất như Fallout và dòng trò chơi Ultima. CEO của Obsidian, Feargus Urquhart đã nói rằng "Chúng tôi đã suy ngẫm về rất nhiều về các trò chơi nhập vai trước đó và có cảm giác rằng có một cái gì đó đã bị mất với trò chơi nhập vai gần đây.". Ông đã so sánh Neverwinter Nights 2 với Baldur's Gate II và chỉ ra rằng hãng muốn mở rộng bối cảnh của Neverwinter như đã làm với Athkatla trong Baldur's Gate. Urquhart đã nói "Chúng tôi tìm cách làm sao cho Neverwinter trở thành nơi thực sự hấp dẫn, làm bạn phải quay đi quay lại nhiều lần khi nó thực sự là trung tâm cho trò chơi". Cốt truyện của trò chơi dù vẫn xoay quanh thành phố Neverwinter nhưng sẽ không liên quan đến Neverwinter Nights. Thay vì bắt đầu các trò chơi như một nhân vật quan trọng đầy quyền lực, người chơi sẽ bắt đầu Neverwinter Nights 2 chẳng là ai cả. Cũng như Obsidian muốn hiện thực hóa trò chơi qua hệ thống nhân quả cụ thể cho các hành động của người chơi.
Thay vì thuê lính đánh thuê như Neverwinter Nights, Obsidian đã cải tiến trò chơi sử dụng hệ thống nhóm giống như Knights of the Old Republic II. Giống như bản mở rộng Hordes of the Underdark người chơi có thể mang theo nhiều hơn một thành viên và mỗi thành viên điều có thể điều khiển, nhưng các thành viên này cũng sẽ có thể yểm trợ cho người chơi ngay cả khi không có kiểm soát như triệu tập các sinh vật mở các hòm châu báu. Mỗi thành viên điều có tính cách và câu chuyện riêng nhưng người chơi có thể tác động và gây ảnh hưởng đến các nhân vật này. Các nhân vật có thể rời khỏi nhóm trong những điều kiện nhất định. Những thay đổi khác trong trò chơi là có thêm các chủng tộc kỳ lạ cùng các hướng phát triển nhân vật mới.
Việc chuyển sang hệ Mac đã được Atari giao cho Aspyr Media và công bố kế hoạch này ít lâu sau khi phiên bản Windows được phát hành.
Năm 2012, GameSpy thông báo là công ty cung cấp dịch vụ trực tuyến của trò chơi đã bị mua lại bởi Glu Mobile. Sau khi mua lại Glu Mobile đã nâng mức phí dịch vụ của trò chơi lên. Nhưng sau đó đóng cửa dịch vụ của một số trò chơi trong đó có Neverwinter Nights 2. Cộng đồng trực tuyến Neverwinter Nights 2 đã tự giải quyết bằng các lập ra một trang web riêng tập hợp các thông tin từ máy chủ độc lập. Lập trình viên độc lập tên Skywing đã viết một chương trình để trò chơi có thể tập hợp thông tin trực tuyến về các máy chủ này.

## Phát hành
Neverwinter Nights 2 đã tiến hành sản xuất hàng loạt từ ngày 17 tháng 10 năm 2006 và bắt đầu phát hành từ ngày 31 tháng 10 năm 2006 tại Bắc Mỹ sau đó đến châu Âu vào ngày 3 tháng 11 và Úc vào ngày 16 tháng 11. Việc đặt hàng trước cũng có thể được thực hiện một tháng trước khi phát hành thông qua GameStop hay Best Buy, phiên bản được đặt hàng trước có đính kèm công cụ Electron cùng một số vật dụng đặc biệt khác. Ngoài phiên bản bình thường thì Atari cũng phát hành phiên bản đặc biệt (Giới hạn) của trò chơi, phiên bản này có một số vật dụng như áo choàng Sword Coast hay một số trang phục khác. Tại châu Âu thì có hai phiên bản đặc biệt "Lawful Good Limited Edition" và "Chaotic Evil Limited Edition", các phiên bản này đính kèm với các vật dụng dùng để sưu tầm cũng như có cả trò Neverwinter Nights cùng các bản mở rộng của trò chơi này và một mã để chơi thử Dungeons & Dragons Online: Stormreach.
Phiên bản trên hệ Mac dù đượccông bố phát hành vào tháng 12 năm 2007 nhưng đến tháng 2 năm 2008 mới bắt đầu được giao. Phiên bản này có đính kèm một bộ công cụ chỉnh sửa. đến ngày 27 tháng 12 năm 2010 thì Steam đã cung cấp phân phối trực tuyến phiên bản Bạch kim tích hợp tất cả các bản mở rộng của trò chơi.

## Đón nhận
Neverwinter Nights 2 đã nhận được sự đón nhận nồng nhiệt với nhiều đánh giá tích cực. Trò chơi đứng hạng 6 trong danh sách trò chơi được đặt hàng nhiều nhất trong tuần trước khi phát hành và bán chạy nhất vài tuần sau đó của Amazon. GameSpot đã trao danh hiệu "Cốt truyện hay nhất" vượt cả The Elder Scrolls IV: Oblivion. Trò chơi cũng được đề cử giải "Trò chơi máy tính hay nhất năm 2006" tại lễ trao giải Cần điều khiển vàng.
Dù nhiều bài đánh giá khen trò chơi vượt trội so với phiên bản trước nhưng điểm trung bình của trò chơi lại thấp hơn phiên bản Neverwinter Nights. Việc sử dụng phiên bản luật chơi 3.5 của Dungeons & Dragons đã giành được sự ủng hộ của những người mê trò chơi này. GameDaily đã đánh giá "Phiên bản 3.5 là một chuyển biến lớn trong Neverwinter Nights 2, nó có thể làm cho nhóm nhân vật của bạn rối tung lên.". Nhiệm vụ chính trong trò chơi là Forgotten Realms cũng đã nhận được đón nhận tốt.
Cốt truyện được coi là một trong những điểm mạnh của trò chơi và hay hơn Neverwinter Nights. GameSpy đã nhận xét phần nhiệm chơi đơn là "Hoàn toàn hơn cả tiền nhân của trò chơi". Game Informer đã nhận xét "Tựa trò chơi này dễ dàng vượt mặt Neverwinter Nights với một cốt truyện rộng lớn và nhiều nhân vật". Nhận xét khác thì nói "Một trong các cốt truyện được viết hay nhất trong lịch sử". Aaron R. Conklin của tờ The Wisconsin State Journal đã nói "Nó có thể dễ dàng nhận xét sai khi ở chương mở đầu đầy màu sắc rực rỡ của trò chơi... Khi tiếp tục: Nhóm của bạn đến được Neverwinter thì nó bắt đầu trở nên hấp dẫn hơn đặc biệt là sự tương tác và phát triển của nhân vật. NWN2 là một kiệt tác về kể truyện và trình độ.". Conklin và Matt Slagle tại Deseret News đã đồng tình với các lựa chọn trong trò chơi, đồng ý rằng phương pháp ngoại giao là một lựa chọn tốt thay vì phải đánh nhau.
Đồ họa của Neverwinter Nights 2 thì nhận được các đánh giá khác nhau. Phần đánh giá đồ họa là "thuộc kỷ nguyên mới" và "tuyệt đẹp". Phần khác thì đánh giá là có trục trặc giữa việc dựng hình và hiệu suất nhất là với các máy tính yếu. Tờ Sydney Morning Herald đã viết "Công cụ 3D cho phép thể hiện chi tiết với những phong cảnh tươi tốt, cho bạn góc nhìn lớn hơn khi bạn đi quanh ngôi làng mộc mạc và đầm lầy âm u.". Phần âm thanh của trò chơi nhận được đánh tốt dù một số hơi thất vọng khi một số hiệu ứng âm thanh là dùng lại từ phiên bản trước. Greg Mueller tại GameSpot đã nhận xét "Âm nhạc của trò chơi rất hay với các bài hát và giai điệu ấn tượng cứ như được lấy từ một phim Hollywood có kinh phí lớn. Âm nhạc đã thực hiện vai trò tốt với việc được bố trí một cách thích hợp với các cảnh hoành tráng trên đường phiêu lưu của nhân vật.".
Các than phiền thì tập trung vào các trục trặc kỹ thuật của trò chơi. Adam Diamond tại Isthmus không được vui vẻ lắm với việc tìm đường cùng nhận xét "Thường thấy nhân vật chính chu du một mình trong hầm ngục và dễ bị tấn công vì các nhân vật khác đang bị kẹt xa ở phía sau. Mang theo các vệ sĩ làm gì khi họ không ở đó khi cần thiết?". Một số đánh giá so Neverwinter Nights 2 với Star Wars: Knights of the Old Republic II, một trò chơi của Obsidian trước đó đã nhận càm ràm tương tự. Phiên bản phát hành đầu tiên đã gặp phải một lỗi nghiêm trọng, nó chặn không cho cốt truyện của trò chơi có thể tiếp tục. Một số lỗi khác ảnh hưởng xấu đến trì thông minh nhân tạo của các nhân vật. Một nhận xét khác nói "Thời gian tải màn hơi bị lâu khiến cho người chơi bắt đầu tự hỏi là nó đang treo hay đang nạp". Obsidian đã khắc phụcđược nhiễu lỗi trong các bản vá sau đó nhưng lại gặp vấn đề về sự ổn định. Một đánh giá trên 1UP.com đã nói "Một sự thật đáng buồn là trò chơi được phân phối trong tình trạng không ổn và sau vài bản vá thì các vấn đề nghiêm trọng vẫn còn.".
Các chương trình biên tập và công cụ thiết kế được đính kèm đánh giá cao với nhận xét "Mạnh mẽ điên cuồng và phức tạp". Phiên bản trên Mac thì nhận được các đánh giá khác nhau và than là không có công cụ chỉnh sửa đi kèm cũng như yêu cầu cấu hình quá cao.